# 20451 Galeotti
20451 Galeotti este un asteroid din centura principală de asteroizi.

## Descriere
20451 Galeotti este un asteroid din centura principală de asteroizi. A fost descoperit pe 15 mai 1999 la Stația Anderson Mesa în cadrul programului LONEOS. Asteroidul prezintă o orbită caracterizată de o semiaxă mare de 2,16 ua, o excentricitate de 0,20 și o înclinație de 5,8° în raport cu ecliptica.